# Arczar (rzeka)
Arczar (także Arczarica; bułg. Арчар, Арчарица) – rzeka w północno-zachodniej Bułgarii, prawy dopływ Dunaju. Długość - 60 km, powierzchnia zlewni - 365,4 km², średni przepływ - 1,568 m³/s. 
Źródła Arczaru leżą na wschodnich stokach pasma górskiego Babin nos w zachodniej Starej Płaninie. Rzeka płynie na wschód przez zachodni kraniec Niziny Naddunajskiej i uchodzi do Dunaju we wsi Arczar. Dolina rzeki jest wycięta w wapieniach i jej wysokości względne sięgają 100 m.